# Ледерер, Ховард
Говард Ледерер (англ. Howard Lederer; род. 30 октября 1964, Конкорд, Нью-Гэмпшир, США) — профессиональный игрок в покер, брат другого игрока в покер — Энни Дьюк — и поэтессы Кэтрин Ледерер. Обладатель двух браслетов WSOP, двух титулов на турнирах WPT, победитель первого сезона Мирового тура покера.

## Карьера
В юности Говард проявлял талант к шахматам. После окончания колледжа, Говард переехал в Нью-Йорк, где поступил в Колумбийский университет, параллельно продолжая заниматься шахматами. В одном из клубов он познакомился с покером, после чего начал регулярно играть в клубе «Mayfair». Его партнерами по игре были такие игроки как Эрик Сайдел и Дэн Харрингтон.
В 1994 году Говард окончательно переехал в Лас-Вегас, где начал играть в покер по большим ставкам. За стиль своей игры и неоднократные победы на разных турнирах он получил прозвище «Профессор».
Он известен своим спокойным и сдержанным поведением за столом. Но в 2002 году он подверг критике Даниэля Негреану, за некорректные высказывания в адрес его сестры, а в 2003, на турнире WPT в Париже, отказался пожать руку Антанасу Гуоге.
Ледерер — один из основателей и совладелец компании «Tiltware Inc.» (ныне «Pocket Kings»), собственника и создателя сайта FullTiltPoker
Несмотря на то, что он вегетарианец, однажды он выиграл пари на $10,000, сьев чизбургер
. Для поддержания формы регулярно совершает пробежки и играет в баскетбол.
Сумма турнирных призовых Ледерера на 2008 год составляет $4,918,880.
Замешан в скандале с отзывом лицензии FullTiltPoker и полной блокировкой всех счетов игроков не только из США, но и остального мира. Это стало сильнейшим ударом по онлайн-покеру за всю историю.